# لويس-غوستاف بينجر
لويس جوستاف بينجر (بالفرنسية: Louis-Gustave Binger)‏ (14 أكتوبر 1856 في ستراسبورغ - 10 نوفمبر 1936)، وهو ضابط فرنسي ومستكشف لغرب إفريقيا ومسؤول استعماري.

## حياته
ولِدَ في ستراسبورغ، في ضاحية روبرتسو، وعاش بعد وفاة والده مع والدته في نيدربرون ثم في سارجومين.
في نيدربورن، تعلم عن M. Münch، الذي تولى مسؤوليته عنه مع ولديه وتلميذين آخرين. علمه الفيزياء والكيمياء والهندسة وشارك بمعرفتهِ حول قصص ديفيد ليفينغستون ورينيه كاييه وهاينريش بارت وتمبكتو أو قصص المغامرات لفنيمور كوبر أو جوستاف إيمارد أو جول فيرن، من بين آخرين كثيرين.
في الخامسة عشرة من عمره، شهد وصول القوات البروسية إلى بلدة سارجومين. وتمكنت والدته من وضعه مع تاجر في المكاوي والحديد الزهر والأجهزة ومحلات البقالة بالجملة.
للهروب من الخدمة العسكرية الألمانية، حصل، مقابل أجر، على طلب للحصول على تصريح هجرة (Auswanderungschein)، لم يتم البحث عن مهاجرين للتوظيف. وهكذا غادر إلى فرنسا ووجد وظيفة بكونهِ بائع أجهزة في سيدان (1873). في الوقت نفسه، تابع الدراسات التي قدمها أساتذة مدنيون وضباط شباب. في نفس يوم عيد ميلاده الثامن عشر، اي14 أكتوبر 1874 قصد مَزيرس ومكث بها لمدة خمس سنوات. ثم ذهب إلى الحامية في روان. وسرعان ما رُقي إلى رتبة رقيب، ثم رقيب أول، وتابع دراساته في القانون والتاريخ. فاز بالجائزة الشاملة الأولى، تم قبوله تلقائيًا في Avord (1879) وحصل على المركز التاسع ملازم (1880) فوج مشاة البحرية في طولون، قرر التطوع للعمل في المستعمرات.

## المستكشف
في يناير 1882 ذهب متجهاً إلى السنغال. بعد التوقف في وهران وطنجة، وصل إلى داكار حيث تطوع مباشرة لمعسكر مادلين، ثم أُصيب بالحمى الصفراء. عند لقاء ألفريد دودز بالصدفة، تم تعيينه من قِبله في رحلة استكشافية إلى كازامانس تهدف إلى محاربة اثنين من القادة السود الذين تسببت أفعالهم في اضطراب المنطقة. بعد نجاح المهمة، خدم في داكار كمفتش آخر لبورتودال وكاولاك ثم عاد إلى فرنسا في عام 1884 على متن تارن. ثم قاد عدة حملات في طولون  ثم كُلِفَ بقسم محاسبة، الأمر الذي لم يسعده. ثم تطوع في مهمة طبوغرافية في السنغال العليا  بأوامر من النقيب مونتيل وكان مسؤولاً عن رفع مخيم ديامو. ثم قام مع مونتيل برسم خريطة للمنشآت الفرنسية في السنغال تم وضعها بأمر من وكيل وزارة الخارجية للبحرية والمستعمرات (1886).
عند عودته، تولت وزارة البحرية مسؤولية نشر مقالته عن لغة البامبارا. ثم عينه لويس فيدربه للعمل معه في الوزارة من أجل ترتيب عمله اللغوي. ثم أُرسل إلى السنغال.
دعمه فيدربه في مساعيه الطموحة لعبور غرب إفريقيا من الروافد العليا للنيجر إلى ساحل غينيا. بعد أن غادر باماكو في فبراير 1887، عبر بينغر تينيتو وسيكاسو (مالي حالياً)، قبل أن يتجه جنوباً نحو كونغ، حيث وصل إلى20 février 1888
ويلاحظ أن «جبال كونغ» التي ظهرت حتى الآن على الخرائط ليس لها وجود حقيقي. من ناحية أخرى، حدد الخط الضيق لفصل المياه بين روافد النيجر والأنهار المتدفقة نحو خليج غينيا، مثل كوموي أو بانداما.
من كونغ، يتجه بينغر شمالًا، وعبر بورومو (على نهر فولتا الأسود) إلى واغادوغو، التي تقع في أقصى الشرق. من هناك، اجبر على الالتفاف على الجنوب من خلال الوقت الحاضر غانا، في أكتوبر وصل سالاجا عبر البلاد، ثم كينتامبو وبوندوكو. ال5 janvier 1889قام بالتقاطع مع Treich-Laplene الذي أُرِسِلَ لمقابلته  ، وواصل رحلته الاستكشافية معه إلى Grand-Bassam (ساحل العاج الحالية). من خلال المعاهدات مع الزعماء المحليين في كونغ (10 janvier 1889١٠ يناير ١٨٨٩، Karamokho-Oulé Ouattara)  و Bondoukou ، تضع المناطق النائية الواقعة بين النيجر العليا وخليج غينيا تحت التأثير الفرنسي وتفتح طرقًا جديدة للحركة التجارية إلى مستعمرة Grand-Bassam الفرنسية.

في كونغ، تبنى بينغر طفل عبد أطلق سراحه حرره من العبودية وقام بتنصيره وحضر معموديته. ثم اسمى الطفل Karamokho-Oulé-Binger.

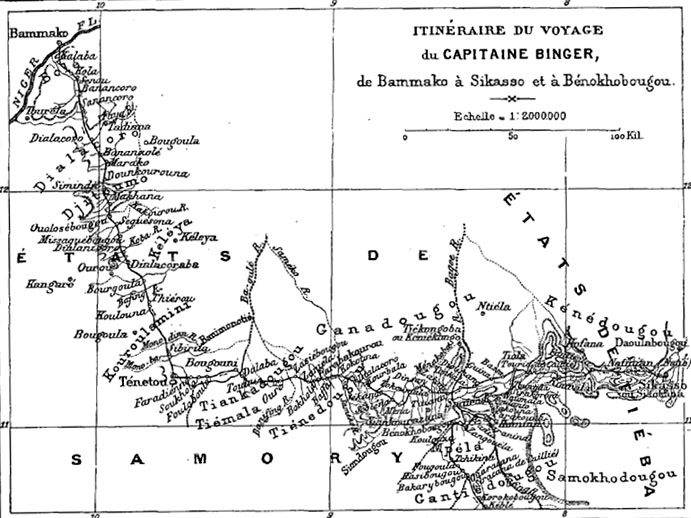
"خط سير رحلة الكابتن بينغر ، من باماكو إلى سيكاسو وبينوخوبوغو"
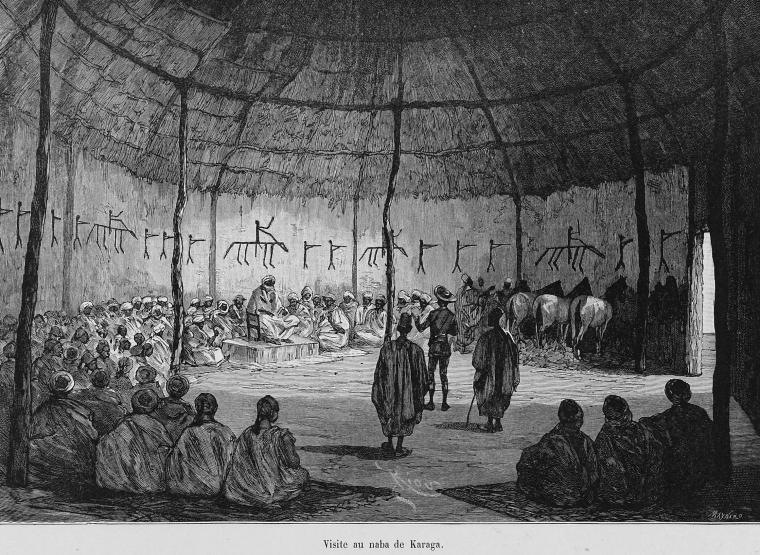
" زيارة نبع كركا »(نقش بواسطة إدوارد ريو )
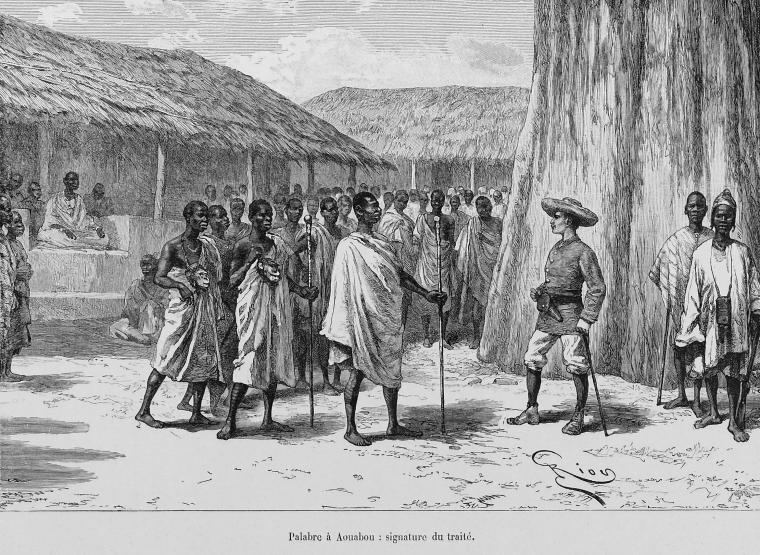
" بالافير في Aouabou : توقيع المعاهدة "
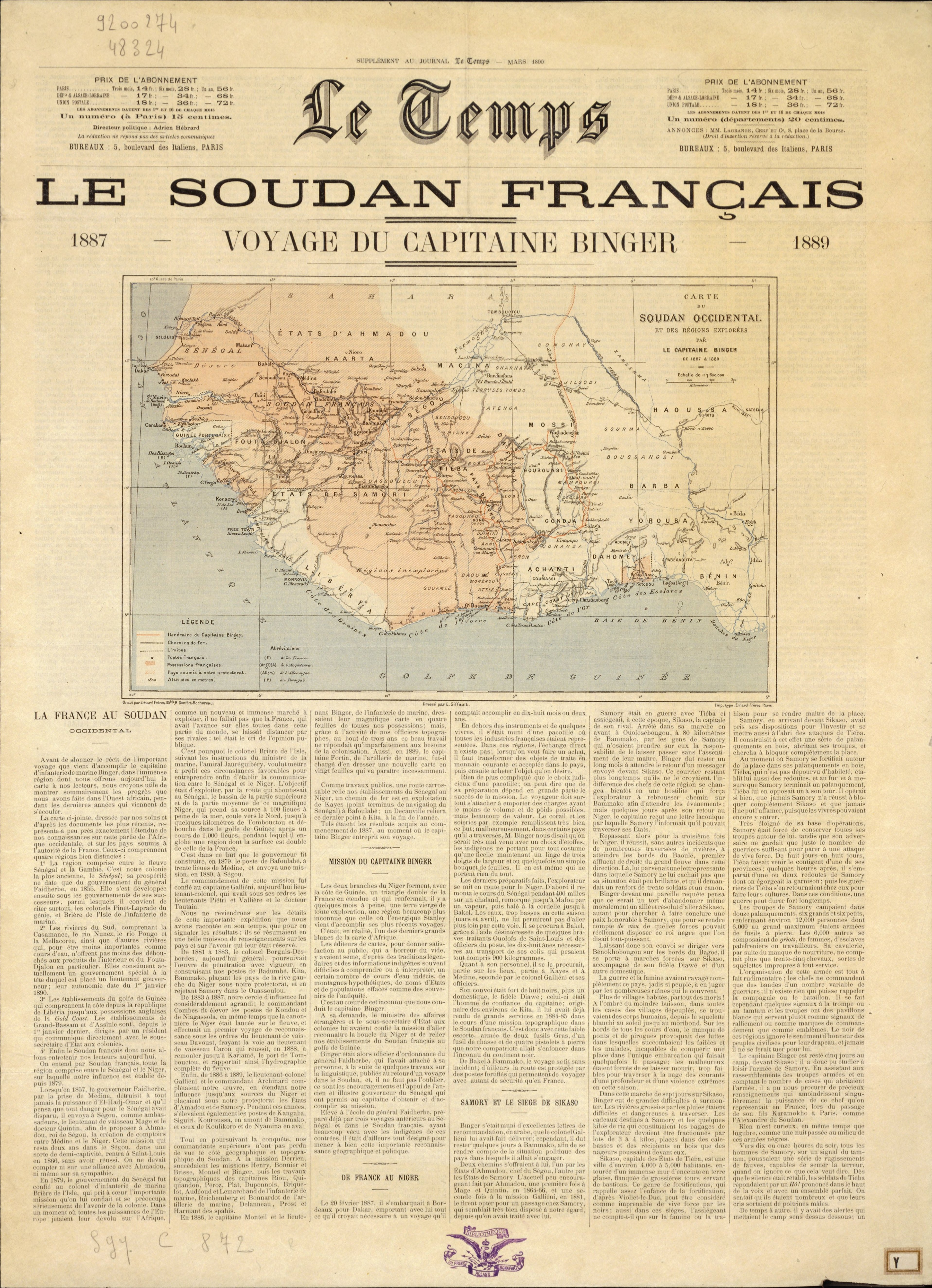
رحلة بينغر على الصفحة الأولى من زمن  [لغات أخرى]‏

عند عودته إلى فرنسا، مكث لفترة في أميان مع صديق والتقى بجول فيرن. حصل على الميدالية الذهبية العظيمة من الجمعية الجغرافية بينما حصل أيضاً على الكأس الفضية التي قدمها البريطانيون لرينيه كايلي عام 1816 عندما عاد من مهمته في جالام.
ثم استأنف بينغر خدمته كضابط منظم للمستشار الأكبر. كان حاضراً في جنازة فيدربه ثم إستعد لإمتحان الخروج من مدرسة الحرب لكنه فشل. في 16 مارس 1890 عُلِم بوفاة صديقه تريتش لابلين. هو يكتب:

### مهمة ترسيم حدود ساحل العاج
يصف بينغر رحلته في عمله المكون من مجلدين من النيجر إلى خليج غينيا (صدر في باريس من عام 1891). في عام 1892، عُيِنَ مفوضاً لبعثة فرنسية لترسيم الحدود بين الأراضي الفرنسية والإنجليزية في دولة أشانتي. ثم غادر مع ضابطين الملازمين براولوت وجاي والطبيب والدكتور كروزات وصديقه مارسيل مونييه.

## مسؤول
أول حاكم لساحل العاج الفرنسي (1893 - 1895) اقترح اسمه، استولى على الساحل الغربي للمستعمرة وفرض الاتفاقية مع ليبيريا من 8 ديسمبر 1892 من خلال إنشاء أعمدة ساساندرا وسان بيدرو وبيربي وتابو وبليرون عند مصب كافالي وتحمل تأثير المستعمرة حتى رس بالاماس.

بواسطة مسارين متوازيين، بدأ تغلغل نحو المناطق الداخلية من قبل المؤسسين وظائف ثيسالي على بانداما وبيتي على كومو.

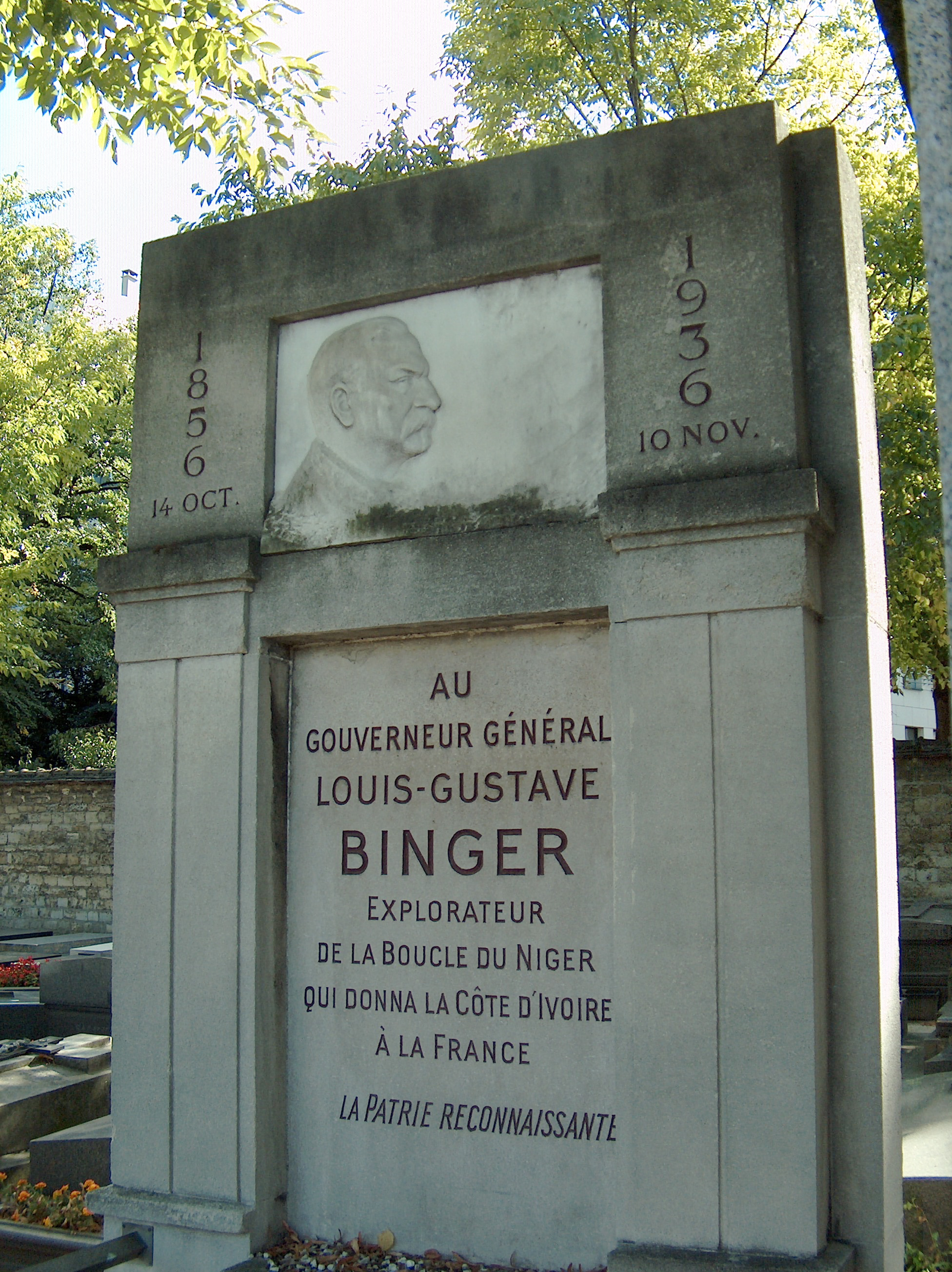
شاهدة لويس جوستاف بينجر في مقبرة مونبارناس في باريس

 في أكتوبر 1895 طلب إعفائه من مهامه لأسباب صحية. تم استبداله في فبراير 1896، من قبل الحاكم برتين الذي توفي بعد شهر من وصوله، ثم من قبل موتيت في مايو 1896. ثم رغب بينغر في التقاعد، لكن أندريه ليبون، وزير المستعمرات، اخبره أن هناك منصبًا محجوزًا له في الوزارة. ثم طلب منه ليبون أن يشرح له الوضع في النيجر العليا ليتمكن من محاربة ساموري توري، زعيم مقاومة الاختراق والاستعمار الفرنسي في غرب إفريقيا.
عُيِّن مديرًا للشؤون الأفريقية في وزارة المستعمرات (1896)، وأرسل في مهمة، بصلاحيات كاملة، إلى السنغال بعد القبض على ساموري توري، الذي التقى به في سانت لويس وإعادة تنظيم الجيش هناك.
شارك في تطوير الاتفاقيات التي وضعت حداً للمنافسة بين فرنسا وإنجلترا في إفريقيا (1898-1906). خلال إحدى إقامته العديدة في لندن، منحته الجمعية الجغرافية الملكية ميداليته الذهبية. في عام 1898، تم تعيينه مديرًا لوزارة المستعمرات الفرنسية، وهو المنصب الذي شغله لمدة عشر سنوات.
في عام 1908، استقر في بيريغورد وسافر مرة أخرى إلى الولايات المتحدة وكندا. في عام 1918، انتقل إلى ستراسبورغ، ثم في عام 1926، عينته غرفة التجارة في غراند بسام لتفتيش المؤسسات في غرب إفريقيا الفرنسية.
ثم سافر نحو مرسيليا (1927) لغراند بسام.

توفي لويس جوستاف بينجر 10 نوفمبر 1936 في L'Isle-Adam ، عن عمر يناهز الثمانين عامًا، حيث أقيم نصب تذكاري في ذكراه. ودفن في مقبرة مونبارناس في باريس. إنه الجد لأمه الكاتب رولان بارت، الذي يصف بذلك سلفه: 
.

## الفروق والإشادة
- كان لويس جوستاف بينجر الضابط الأكبر في وسام جوقة الشرف (1932).
- لا تزال مدينة بنجرفيل، التي كانت ثاني عاصمة لكوت ديفوار، بعد غراند بسام وقبل أبيدجان، تحمل اسمه حتى يومنا هذا.
- يذكرها ميشيل فيرن في روايته (موقعة جول فيرن)، مغامرة مذهلة في مهمة بارساك (الجزء 1، الفصل الثاني).
- منذ عام 1937، تم نقل اسمه في أحد شوارع ستراسبورغ، مسقط رأسه.
- في 25 أكتوبر 1937 أصدرت فرنسا طابعاً تذكارياً لإحياء ذكرى وفاته 50 الخمسين لاستكشافها الكبير.[32]
- في عام 1993، أصدرت كوت ديفوار بدورها طابعاً بمناسبة الذكرى المئوية لتأسيس البلاد، يظهر في ميدالية، جنباً إلى جنب مع الرئيس فيليكس هوفويت بوانيي.[32]
- Bingerville هي أيضاً قرية صغيرة في Bainville-aux-Miroirs في Meurthe-et-Moselle، حيث بنى كلود إميل بينجر، ابن عم المستكشف الصغير، قلعة.[33]

## أعماله
- العبودية والإسلاموية والمسيحية، شركة النشر العلمي، باريس 1891، 112 ص. [ قراءة على الإنترنت ]
- مقال عن لغة البامبارا المنطوقة في كارتا وبليدوغو؛ متبوعة بمفردات، مع خريطة توضح المناطق التي يتم فيها التحدث بهذه اللغة ، Maisonneuve frères و C. Leclerc ، باريس، 1886، 132 صفحة، [ قراءة على الإنترنت ]
- «طرق تجارة غرب السودان»، في الجريدة الرسمية والاستكشاف الجغرافي ، المجلد الحادي والعشرون، الجزء 1 الخميس18 mars 1886١٨ مارس ١٨٨٦، ص. 201-206

```
[ قراءة على الإنترنت ] 2 الثاني الخميس25 mars 188625 مارس 1886، 
ص.
 
221-228

[ قراءة على الإنترنت ] .
```

- من النيجر إلى خليج غينيا بواسطة كونغ ، نشرة الجمعية الجغرافية ، ١٨٨٩، ص. 329-371

```
، [ قراءة على الإنترنت ]
```

- خريطة من النيجر العليا إلى خليج غينيا من قبل دولة كونغ وموسي، تم وضعها ورسمها من عام 1887 إلى 1889 بواسطة LG Binger ، Service Géographique des Colonies ، باريس، 1889
- «المعاملات، الأشياء التجارية، عملة المناطق بين النيجر وكوت دور»، نشرة جمعية الجغرافيا التجارية ، 1889-1890، ص. 77-90

```
، [ قراءة على الإنترنت ]
```

- السودان الفرنسي: رحلة الكابتن بينجر (1887-1889) ، ملحق لصحيفة Le Temps ، 1890، 4 ص.
- من النيجر إلى خليج غينيا عبر بلد كونغ وموسي: 1887-1889 ، Hachette، Paris، 1892، vol. 1، [ قراءة على الإنترنت ]؛ طيران. 2 [ قراءة على الإنترنت ]
- قسم المستكشف ، مكتبة مصورة، J. Tallandier ، Paris ، 1903، 294 p. (رواية مغامرة)
- Le Péril de l'Islam، لجنة إفريقيا الفرنسية، باريس، 1906، 118 صفحة، [ قراءة على الإنترنت ]
- حياة المستكشف. ذكريات مأخوذة من Carnets de route أو مكتوبة تحت إملاء ابنه جاك بينغر وعلّق عليها رينيه بوفييه وبيير ديلونكل، فرناند سورلو، باريس، 1938، 288 ص.

## مذكرات ومراجع
1. 1 2  Georges Bischoff; Georges Foessel; Christian Baechler (1982), Fédération des sociétés d'histoire et d'archéologie d'Alsace (ed.), Nouveau dictionnaire de biographie alsacienne | BINGER Louis Gustave (بالفرنسية), QID:Q15712417
2. 1 2  GeneaStar | Louis-Gustave Binger، QID:Q98769076
3. ↑  Royal Geographical Society (2022), Gold Medal Recipients (بالإنجليزية), Royal Geographical Society, QID:Q61782217, Archived from the original on 2019-02-21
4. ↑  Louis-Gustave Binger, Une vie d'explorateur, Fernand Sorlot, 1938, ص. 36
5. ↑  Binger, op.cit, ص. 38
6. ↑  Binger, ص. 38-39
7. ↑  Binger, ص. 41
8. ↑  Binger, ص. 41-42
9. ↑  Binger, ص. 42-44
10. ↑  Binger, ص. 44
11. ↑  Binger, ص. 46
12. ↑  Binger, ص. 47
13. ↑  Binger, ص. 48-54
14. ↑  Binger, ص. 58-59
15. ↑  Binger, ص. 67
16. ↑  Binger, ص. 69
17. ↑  Binger, ص. 83
18. ↑  L'ouvrage de Faidherbe sortira en 1887 sous le titre Langues Sénégalaises.
19. ↑  L-G. Binger, Du Niger au golfe de Guinée, vol. 2, Hachette, 1892, ص. 202
20. ↑  Binger, op. cit, vol. 2, ص. 205
21. ↑  Binger, vol. 2, op. cit, ص. 207-208
22. 1 2  Binger, ص. 183
23. ↑  Binger, ص. 186
24. ↑  سلمان، المدرس إحسان عبد الهادي (30 يناير 2000). "الأزمة السياسية في ساحل العاج". Journal of Zankoy Sulaimani Part (B - for Humanities). ج. 13 ع. 1: 139–156. DOI:10.17656/jzsb.10269. ISSN:1813-0852. مؤرشف من الأصل في 2022-03-27.
25. ↑  Binger, ص. 214
26. 1 2  Clozel, Dix ans à la Côte d'Ivoire, Challamel, 1906, ص. 271-273
27. ↑  Binger, ص. 235
28. ↑  Binger, ص. 236
29. ↑  Binger, ص. 244
30. ↑  Binger, ص. 252
31. ↑  Roland Barthes par Roland Barthes, ص. 16
32. 1 2  Binger et la philatélie, 25 mai 2008
33. ↑  Compléments à la biographie de Louis Gustave Binger نسخة محفوظة 2021-11-01 على موقع واي باك مشين.